# Ставки (Фастівський район)
Ставки́ — село в Кожанській селищній громаді, у Фастівському районі Київської області. Населення становить 476 осіб.
Назва села Ставки походить від того, що на його території було багато озерець та мочарів. Уперше згадується у 1610-х роках.
За часів Російської імперії належало до Васильківського повіту Київської губернії, та вже з тих часів було «зрощеним» з селом Скригалівкою.